# 特里尼蒂群島
特里尼蒂群島（Trinity Islands）是加拿大的群島，位於福克斯灣，由努納武特基吉柯塔魯克地區負責管轄，屬於科迪亞克群島的一部分，由3個島嶼組成，總土地面積408.65平方公里，群島上無人居住。